# Ткаченко, Владимир Петрович
Владимир Петрович Ткаченко (род. 20 сентября 1957, Сочи, РСФСР, СССР) — советский баскетболист. Заслуженный мастер спорта СССР (1979). Лучший баскетболист Европы, Баскетболист года в Европе и Мистер Европа 1979 года.
Бронзовый призёр Олимпийских игр (1976, 1980), чемпион мира (1982), трёхкратный чемпион Европы (1979, 1981, 1985), четырёхкратный чемпион СССР (1983, 1984, 1988, 1990).
Окончил Киевский институт физкультуры (1982). Полковник запаса.
Выступая за Строитель (Киев), ЦСКА (Москва) и сборную СССР, завоевал репутацию одного из лучших центровых мирового баскетбола. При росте 220 см физически мощный, с хорошей координацией. Имел хорошую скорость, отличный прыжок, стабильный бросок со средней дистанции. Вместе с этим отличался чрезмерной мягкостью при игре под своим щитом.

## Биография
Родился 20 сентября 1957 года в Сочи. Родители Владимира не отличались высоким ростом, а он уже к 12-летнему возрасту достиг высоты 188 см.
В детстве больше отдавал предпочтение футболу, неплохо стоял в воротах. Спустя некоторое время рослого подростка заметил баскетбольный тренер Владимир Ельдин и определил в спортивную школу-интернат в Сочи. Через год Ткаченко уже входил в юношескую сборную города Сочи.
Летом 1972 года на первенстве Краснодарского края среди школьников был признан лучшим центровым и попал в поле зрения селекционеров — одновременно получил приглашения из ЦСКА, ленинградского «Спартака» и киевского «Строителя». По совету родителей был выбран «Строитель» (по другим сведениям — по приглашению тренера Михаила Фурмана), после чего был определён в одну из киевских ДЮСШ.
В 1973 году Ткаченко уже играл в дубле киевского «Строителя», а также в юношеской сборной СССР, с которой в том же 1973 году стал чемпионом Европы среди юношей. С 1974 года начал привлекаться к играм за основной состав «Строителя», внеся свой вклад в завоевание клубом «бронзы» чемпионата СССР 1973/74. Большую часть карьеры в этом клубе выступал под руководством Бориса Вдовиченко.
В 1973 году, омолаживая сборную СССР, Владимир Кондрашин пригласил в команду 16-летнего В. Ткаченко. Через 3 года Ткаченко уже играл на своей первой Олимпиаде-1976 в Монреале, где, по молодости и неопытности, не смог показать ожидавшейся от него игры.
В 1978 году стал серебряным призёром чемпионата мира, где уже заявил о себе как об одном из ведущих игроков сборной. Но первым турниром, где Ткаченко наиболее ярко проявил себя, стал Чемпионат Европы 1979 года в Италии, по итогам которого он был признан лучшим игроком чемпионата, а сборная СССР взяла золотые медали.
За полгода до Московской Олимпиады сильно порезал правую руку дома о дверное стекло, восстановить чувствительность трёх пальцев не удалось. Как считал сам Ткаченко, именно эта травма стала причиной его промаха в конце основного времени в полуфинале с итальянцами, что не позволило сборной СССР пройти в финал Олимпиады.
На чемпионате Европы 1981 года Ткаченко снова проявил себя, вновь став лучшим центровым Европы, и второй раз подряд помог сборной взять золотые медали.
В 1982 году Ткаченко стал чемпионом мира, внеся значительный вклад в победу сборной СССР в финальной игре против сборной США, которая закончилась со счётом 95:94.
В том же 1982 году, после окончания Киевского института физкультуры, был призван «в армию», в БК ЦСКА. В составе армейцев выступал до 1989 года и дослужился до звания капитана. С ЦСКА Ткаченко 4 раза становился чемпионом СССР.
На Чемпионат Европы 1983 не поехал из-за наложенной дисквалификации за попытку нелегального вывоза из страны $1 000 в целях приобретения за рубежом и нелегального сбыта в СССР дефицитных товаров. Зато это позволило ему принять участие в Спартакиаде народов СССР в составе сборной Украинской ССР, которая взяла на турнире 1-е место, одолев в финале сборную Москвы. На премиальные от победы купил себе новую «Волгу», которая подходила под его габариты и потом долго служила ему. Вскоре, благодаря усилиям Александра Гомельского, дисквалификация Ткаченко была снята.
В сезоне 1985 года вновь стал чемпионом Европы, а в 1986 году — серебряным призёром чемпионата мира.
В конце 1987 года травмировал позвоночник (грыжа межпозвоночного диска), что не позволило ему принять участие в сеульской Олимпиаде в 1988 году.
В сезоне 1989/90 выступал за испанскую команду из первой лиги «Гвадалахару». Карьера в Испании получилась скоротечной. Полгода «Гвадалахара» шла на первом месте, а Ткаченко набирал в среднем 15,7 очка, 8 подборов и блок. Но вскоре у Ткаченко стали болеть колени, а потом и спина. В итоге клуб откатился в середину таблицы, а Ткаченко уехал домой лечиться.
В 1990-е гг. работал в коммерческих структурах — в аптеке, в турфирме, в такси, был водителем в банке. В 2004 году возглавил транспортную службу на муниципальном предприятии «Барвиха» (Одинцовский район, Московская область).
В 2007 году стал руководителем баскетбольного класса в одной из средних школ в подмосковной Барвихе.

### Личная жизнь
Жена — Неля Ткаченко. Познакомились, когда она работала во врачебно-спортивном диспансере ЦСКА (это 2-й брак Владимира Ткаченко). Старший сын — Олег, живёт и работает в США. Младший сын Игорь — баскетболист, играл в БК «Динамо» (Москва), ЦСКА и казанском «Униксе».
Был особо дружен с центровыми сборной СССР Александром Белостенным и Арвидасом Сабонисом.
Кроме того, колоритная внешность и мощное телосложение в сочетании с добродушием и почти робостью Ткаченко порождали несомненный комичный эффект среди его партнёров по команде. Благодаря этому он превратился в народного героя в мире советского баскетбола, где эти качества зачастую утрировали. При этом сам Ткаченко снисходительно относится ко всем шутливым и анекдотичным ситуациям, которые происходили с ним в «околобаскетбольной» среде.

## Достижения
- Бронзовый призёр Олимпийских игр: 1976, 1980.
- Чемпион мира 1982
- Серебряный призёр чемпионата мира: 1978, 1986
- Чемпион Европы: 1979, 1981, 1985.
- Серебряный призёр чемпионата Европы: 1977, 1987.
- Чемпион СССР: 1983, 1984, 1988, 1990
- Серебряный призёр чемпионата СССР: 1977, 1979, 1980, 1981, 1982, 1987
- Бронзовый призёр чемпионата СССР: 1974
- Победитель Спартакиады народов СССР 1983 в составе сборной УССР.
- Лучший баскетболист Европы 1979 года.
- Серебряный призёр Всемирной летней Универсиады 1981

## Награды
- Орден «Знак Почёта» (1985)
- 19 сентября 2015 года Ткаченко был включён в Зал славы ФИБА[13].